# Partido de los Trabajadores Socialistas
El Partido de los Trabajadores Socialistas (PTS), registrado como Partido de Trabajadores por el Socialismo, es un partido político de Argentina de orientación trotskista formado en 1988 por exintegrantes del Movimiento al Socialismo (MAS). Ubicado en la izquierda del espectro político e integrante del Frente de Izquierda y de Trabajadores - Unidad (FIT-U), tiene la perspectiva de un gobierno de trabajadores en ruptura con el capitalismo, poniendo en pie una fuerza material hegemónica a partir de los principales combates y procesos de organización de la clase obrera —así como del movimiento estudiantil y de mujeres—, buscando desarrollar fracciones revolucionarias en su interior. Tras las elecciones generales argentinas de 2023 contó con cuatro diputados nacionales: Nicolás del Caño, Christian Castillo, Alejandro Vilca y Myriam Bregman, aunque esta última renunció a su banca por la Ciudad Autónoma de Buenos Aires en junio de 2024, siguiendo el acuerdo de rotación de bancas del FIT-U.
A partir de coalición electoral FIT-U, logró por primera vez ingresar al Congreso Nacional en las elecciones legislativas de 2013. Como parte del Frente obtuvo representación en la legislatura de la Ciudad Autónoma de Buenos Aires, así como en las legislaturas provinciales de Buenos Aires, Córdoba, Jujuy, Mendoza y Neuquén y en los concejos deliberantes mendocinos de Godoy Cruz, Las Heras, Maipú y Mendoza y jujeños de Libertador General San Martín, Palpalá y San Salvador. Sus principales figuras públicas a nivel nacional son Nicolás del Caño, Myriam Bregman, Christian Castillo, Nathalia González Seligra y Alejandro Vilca, entre otros.
Tiene presencia en quince provincias y en la Ciudad Autónoma. Integrantes del PTS ocupan puestos por la minoría en los sindicatos del subte de Buenos Aires (AGTSyP), de obreros del cerámico de provincia de Neuquén (SOECN), del Sindicato de Obreros Jaboneros del Oeste (SOJO), así como secretarías en el Sindicato Único de Trabajadores del Neumático Argentino (SUTNA), en el Sindicato Único de Trabajadores de la Educación (SUTE, Mendoza) y en varias seccionales del SUTEBA, entre otros. Su rama juvenil integra la conducción de centros de estudiantes en colegios secundarios, institutos terciarios y diversas universidades. El PTS edita además el diario digital La Izquierda Diario, ubicado entre los 300 sitios más visitados en el país.

## Historia

### Orígenes e ideología
Surgió en 1988, como una escisión del Movimiento al Socialismo, a partir de la Tendencia Bolchevique Internacionalista, corriente interna que se había formado en el proceso de debate hacia el III Congreso del MAS. En sus primeros documentos, el PTS declaraba que el MAS tenía una definición revisionista del internacionalismo y que se había convertido en nacional-trotskista, polemizando con la postura oficial del MAS en aquel entonces, según la cual Argentina era "el centro de la revolución mundial". En estos primeros documentos, el PTS reivindicaba el legado político de Nahuel Moreno y planteaba que la dirección del MAS se había "degenerado" después de la muerte de este. Posteriormente, el PTS publicó distintos balances críticos sobre la trayectoria de Moreno. El PTS rompió con la tradición/herencia política y la ideología de Moreno, conocida como "Morenismo", así como con su tendencia.
Actualmente, el PTS se autodefine como:

«una organización marxista revolucionaria cuyas bases teóricas, programáticas y de principios, se encuentran en la herencia legada por más de 150 años de lucha del movimiento obrero y socialista, el Manifiesto Comunista, las críticas al Programa de Gotha y Erfurt, las lecciones de la Comuna de París, las enseñanzas de las Revoluciones rusas de 1905 y 1917, de la Primera y Segunda Internacionales, de la Internacional Comunista en sus cuatro primeros Congresos, de la lucha de la Oposición de Izquierda contra el termidor estalinista y la burocratización, de la teoría-programa de la Revolución Permanente, el Programa de transición y las banderas de la IV Internacional fundada por León Trotsky.»

### Movimiento Obrero
El Partido de Trabajadores por el Socialismo tiene presencia en distintos sindicatos. Ocupa puestos de dirección en el sindicato de subte de Buenos Aires (AGTSyP),  forma parte de la lista Multicolor que conduce 9 seccionales del sindicato docente de la Provincia de Buenos Aires (SUTEBA), también fue parte de la oposición en la Federación Gráfica Bonaerense y es parte de la conducción de varias de las principales empresas del gremio. La agrupación Violeta (PTS e independientes) es la principal corriente de la oposición en el sindicato telefónico (FOETRA),  también el PTS encabeza la oposición en el sindicato de la alimentación (STIA) donde es parte de la conducción de las fábricas de mayor cantidad de trabajadores. Además de otros sindicatos y gremios, tiene una reducida presencia en comisiones internas y cuerpos de delegados de empresas industriales (jaboneros, aguas gaseosas, metalmecánicos, metalúrgicos, etc.), de servicios (ferroviarios, aeronáuticos, etc.) y reparticiones estatales, salud, etc.
El PTS ha sido protagonista de algunos de los conflictos de mayor trascendencia pública en el movimiento obrero industrial, como la fábrica bajo gestión obrera FaSinPat (ex-Cerámica Zanon),  experiencia que dio lugar a la película “La Toma” de Naomi Klein, así como en el conflicto en la fábrica multinacional Kraft-Foods (actual Mondelez) en 2009.  Más recientemente, el de la fábrica Donnelley de amplia trascendencia a nivel nacional,  actualmente bajo gestión de sus trabajadores. También en el conflicto de los trabajadores de Lear Corporation, que fue catalogado por los CEO de las principales empresas del país como el más importante del año 2014.

### Antes del FIT
Para 1999, se presentaría a elecciones con José Montes, delegado de base del Astillero Río Santiago, como candidato a presidente y Oscar Hernández, obrero de Siderar, como vicepresidente con la consigna de "Trabajador vote trabajador" y haciendo eje en el no pago de la deuda externa.
En las elecciones legislativas de 2001, presentó candidatos en 7 distritos, obteniendo 105.849 votos a la categoría de diputados nacionales. Luego de la crisis de diciembre de 2001 en Argentina, en las presidenciales de 2003 no presentó candidatos, llamando al boicot activo a las elecciones y a “la huelga general hasta que se vayan todos e imponer una Constituyente Revolucionaria”.
Para las elecciones presidenciales de octubre de 2007 se presentó en un frente electoral con el MAS e Izquierda Socialista logrando cerca de cien mil votos con la candidatura de José Montes (0,57%). En 2009, volvió a presentarse en el mismo frente logrando el 5 puesto en importantes distritos como Córdoba y Provincia de Buenos Aires, duplicando su cantidad de votos.

### Frente de Izquierda y de Trabajadores - Unidad
En 2011 formó junto al Partido Obrero y la Izquierda Socialista, el Frente de Izquierda y de los Trabajadores, con el cual presentó como fórmula presidencial a Jorge Altamira (PO) - Christian Castillo (PTS) que en las elecciones primarias consiguió 500 000 votos y en las definitivas 660 000 para diputados a nivel nacional.
En las elecciones legislativas de 2013 el Frente de Izquierda y de los Trabajadores obtuvo alrededor de 1 300 000 votos a nivel nacional. Nicolás del Caño (PTS), como parte del FIT, es elegido como diputado al parlamento nacional por Mendoza con el 14% de votos. En junio de 2015 Myriam Bregman del PTS en FIT, también asumió una banca en la cámara de diputados, en su caso, por la provincia de Buenos Aires.
En las elecciones provinciales de 2015 a gobernador de Mendoza, Noelia Barbeito (PTS) obtuvo el tercer lugar con 110.226 (10,32%). Nicolás del Caño, en la elección a intendente de la capital de esta provincia, fue el segundo candidato más votado, con casi el 17% de los votos ganándole al Frente para la Victoria.
En las elecciones primarias de agosto de 2015, el PTS, con la lista Nicolás del Caño presidente, Myriam Bregman Vice, se impuso con el 51,07% (370.764 votos) en la interna del Frente de Izquierda ante la lista Jorge Altamira presidente, Juan Carlos Giordano Vice, que obtuvo el 48,93% (355.290 votos). La lista del PTS también ganó en 13 provincias.
En las elecciones primarias de 2023, el PTS e Izquierda Socialista presentaron la candidatura de Myriam Bregman Presidenta y Nicolás del Caño Vice, consiguiendo ser electa para las elecciones generales frente a la lista presentada por el MST y el PO, con Gabriel Solano como candidato a Presidente y Vilma Ripoll como candidata a Vice.
En las elecciones generales de 2023 la lista del FIT-U obtuvo el 2,69% para la elección presidencial y el 3,24% para la elección legislativa, consiguiendo una banca en la Cámara de Diputados por la Provincia de Buenos Aires, que sería ocupada por Christian Castillo, también del PTS.

## Organización

### Publicaciones
El PTS impulsa el Instituto del Pensamiento Socialista "Karl Marx" y el Centro de Estudios, Investigaciones y Publicaciones "León Trotsky".
Ambas instituciones, que poseen una biblioteca con más de 3000 volúmenes especializados en marxismo e historia del movimiento obrero nacional e internacional, funcionan en un edificio del centro de Buenos Aires (Riobamba 144), donde se dictan cursos y seminarios, y se organizan numerosos proyectos de investigación.
El PTS ha realizado también diversas publicaciones (Revista "Lucha de Clases", Revista "Estrategia Internacional", etc.) con elaboraciones propias, tendientes a la actualización de los elementos fundamentales del marxismo en la realidad contemporánea.
Desde hace más de diez años el PTS impulsa también la Cátedra Libre "Karl Marx" en diversas Universidades en la Argentina. La Cátedra Libre es un espacio de discusión ideológica cuyo temario comprende una variedad de temas, yendo desde el análisis de la teoría marxista a la interpretación desde el marxismo de fenómenos históricos o de actualidad.
Editaba quincenalmente el periódico La Verdad Obrera, además de cuenta con el diario en línea La Izquierda Diario, la revista mensual Ideas de Izquierda contando con la colaboración de teóricos independientes de izquierda y la revista de teoría y política marxista Lucha de Clases. También junto a la Fracción Trotskista - Cuarta Internacional, publica periódicamente la revista Estrategia Internacional y numerosos libros sobre teoría marxista y recopilaciones de autores clásicos.
Posee una página web con actualización diaria, renovada a comienzos del 2007 con información multimedia.
En 2005, amplía su trabajo editorial con Ediciones IPS-CEIP, publicando obras de autores clásicos y contemporáneos del marxismo junto a elaboraciones propias sobre temáticas relacionadas con esta tradición política y teórica.
Semanalmente el PTS impulsa el programa de Radio Pateando el Tablero, además de otros similares en distintos lugares del país.
Desde el 24 de marzo de 2009, el PTS lleva adelante la producción de un canal de Televisión por Internet conocido como TVPTS, desde el cual se realizan transmisiones en vivo, proyecciones en pantallas gigantes y producciones en DVD. Su sitio de Internet se actualiza diariamente y cuenta con más de 2000 videos sobre diversos temas. Además impulsa el grupo de cine Contraimagen, produciendo distintos documentales.
A partir del año 2012 el PTS sumó el programa de televisión Giro a la Izquierda, en la Ciudad de Córdoba, emitido por CanalC.
A partir de abril del año 2018 se sumó el programa de radio "El Círculo Rojo", domingos de 21hs a 23hs, Radio Con Vos (FM 89.9).
Desde mayo de 2018 publica todos los domingos el semanario de política, cultura y teoría marxista Ideas de Izquierda.
Durante la cuarentena a causa del virus COVID-19 se emitieron por redes sociales de la Izquierda Diario en Facebook y YouTube de lunes a viernes "Mediodía de noticias" a las 12 y un resumen de menor duración a las 20, también por el mismo medio y mismos días.
El 1 de octubre de 2024 el PTS lanzó La Izquierda Diario + (LID+), un programa de streaming en Youtube de La Izquierda Diario. Cuenta con programas como: "Argentina, ya lo vas a entender", un ciclo de entrevistas conducidas por Fernando Rosso; "CONTRAPUNTO", un programa de análisis político; "Al Rojo Vivo", un programa quincenal conducido por Claudia Ferri; "Red Internacional", conducido por Josefina Martínez del  Estado Español y Matías Maiello de Argentina; "Es Mas Complejo", un programa universitario conducido por Micaela Martin y Nicolás Mansilla, entre varios otros.

### Juventud
Entre finales del año 2010 y principios del 2011 reestructuró la organización de las agrupaciones juveniles y se conformó la Juventud del PTS como agrupación juvenil que reúne tanto a los estudiantes secundarios como a los universitarios y jóvenes trabajadores adherentes al partido.
Impulsa las agrupaciones En Clave Roja, CeProDH, ContraImagen, Pan y Rosas, No Pasarán (secundarios) y 9 de abril (terciarios), formadas por militantes de la Juventud del PTS e independientes. Forma parte de las presidencias de los Centros de Estudiantes de Salud Comunitaria (CESACO) de la Universidad Nacional de Lanús, de los profesorados del Joaquin V. González, del Dra. Alicia Moreau de Justo y del Normal 1, de la Facultad de Ciencias Sociales de la Universidad Nacional del Comahue, entre otros.

### A nivel Internacional
El PTS a nivel internacional es la sección más grande de la Fracción Trotskista - Cuarta Internacional, sección fundadora de la misma junto a la Liga Obrera Revolucionaria de Bolivia y la Liga de Trabajadores por el Socialismo - Contracorriente (ahora Movimiento de los Trabajadores Socialistas) de México; incluye también al Movimiento Revolucionario de los Trabajadores de Brasil, la Liga de Trabajadores por el Socialismo de Venezuela, el Partido de los Trabajadores Revolucionarios de Chile, la Corriente de Trabajadores por el Socialismo de Uruguay, la Organización Internacionalista Revolucionaria de Alemania, a Revolution Permanente (antigua CCR) en Francia, y la Corriente Revolucionaria de los Trabajadores en España.

## Representación Legislativa

### Diputados Nacionales
| Retrato | Nombre             | Provincia    | Mandato legal | Mandato legal | Mandato real | Mandato real |
| Retrato | Nombre             | Provincia    | Inicio        | Fin           | Inicio       | Fin          |
| ------- | ------------------ | ------------ | ------------- | ------------- | ------------ | ------------ |
|         | Christian Castillo | Buenos Aires | 10/12/2023    | 9/12/2027     | 10/12/2023   | En el cargo  |
|         | Alejandro Vilca    | Jujuy        | 10/12/2021    | 9/12/2025     | 10/12/2021   | En el cargo  |

### Legisladores Provinciales
| Retrato                                             | Nombre                                              | Provincia                                           | Mandato legal                                       | Mandato legal                                       | Mandato real                                        | Mandato real                                        |
| Retrato                                             | Nombre                                              | Provincia                                           | Inicio                                              | Fin                                                 | Inicio                                              | Fin                                                 |
| Cámara de Diputados de la Provincia de Buenos Aires | Cámara de Diputados de la Provincia de Buenos Aires | Cámara de Diputados de la Provincia de Buenos Aires | Cámara de Diputados de la Provincia de Buenos Aires | Cámara de Diputados de la Provincia de Buenos Aires | Cámara de Diputados de la Provincia de Buenos Aires | Cámara de Diputados de la Provincia de Buenos Aires |
| --------------------------------------------------- | --------------------------------------------------- | --------------------------------------------------- | --------------------------------------------------- | --------------------------------------------------- | --------------------------------------------------- | --------------------------------------------------- |
|                                                     | Laura Cano                                          | Buenos Aires                                        | 10/12/2021                                          | 9/12/2025                                           | 12/04/2023                                          | En el cargo                                         |
| Legislatura de la Ciudad Autónoma de Buenos Aires   |                                                     |                                                     |                                                     |                                                     |                                                     |                                                     |
|                                                     | Andrea D'Atri                                       | Ciudad de Buenos Aires                              | 10/12/2023                                          | 9/12/2027                                           | 12/12/2024                                          | En el cargo                                         |
| Legislatura de la Provincia de Jujuy                |                                                     |                                                     |                                                     |                                                     |                                                     |                                                     |
|                                                     | Alejandro Vilca                                     | Jujuy                                               | 10/12/2025                                          | 9/12/2029                                           | 2025                                                | Electo                                              |
|                                                     | Lamia Nahir Debbo                                   | Jujuy                                               | 10/12/2025                                          | 9/12/2029                                           | 2025                                                | Electo                                              |
|                                                     | Natalia Morales                                     | Jujuy                                               | 10/12/2023                                          | 9/12/2027                                           | 10/12/2023                                          | En el cargo                                         |
|                                                     | Gastón Remy                                         | Jujuy                                               | 10/12/2023                                          | 9/12/2027                                           | 10/12/2023                                          | En el cargo                                         |
| Legislatura de la Provincia del Neuquén             |                                                     |                                                     |                                                     |                                                     |                                                     |                                                     |
|                                                     | Andrés Blanco                                       | Neuquén                                             | 10/12/2023                                          | 9/12/2027                                           | 10/12/2023                                          | En el cargo                                         |

## Historia electoral

### Elecciones presidenciales
|  | 0,16 % |

|  | 0,24 % |

|  | 0,44 % |

|  | 2,30 % |

|  | 3,23 % |

|  | 2,16 % |

|  | 2,70 % |

### Elecciones al Congreso Nacional
| Año  | Votos     | %     | Diputados | Senadores | Coalición política                             |
| ---- | --------- | ----- | --------- | --------- | ---------------------------------------------- |
| 2011 | 582,770   | 2,82% | 0/130     | 0/24      | Frente de Izquierda y de los Trabajadores      |
| 2013 | 1,224,144 | 5,25% | 3/127     | 0/24      | Frente de Izquierda y de los Trabajadores      |
| 2015 | 982,953   | 4.18% | 1/130     | 0/24      | Frente de Izquierda y de los Trabajadores      |
| 2017 | 1,051,300 | 4.28% | 2/127     | 0/24      | Frente de Izquierda y de los Trabajadores      |
| 2019 | 739,366   | 2.96% | 0/130     | 0/24      | Frente de Izquierda y de Trabajadores - Unidad |
| 2021 | 1,280,240 | 5.41% | 4/130     | 0/24      | Frente de Izquierda y de Trabajadores - Unidad |
| 2023 | 798,396   | 3.25% | 1/130     | 0/24      | Frente de Izquierda y de Trabajadores - Unidad |
| 2025 |           |       |           |           | Frente de Izquierda y de Trabajadores - Unidad |